# Monte Silisili

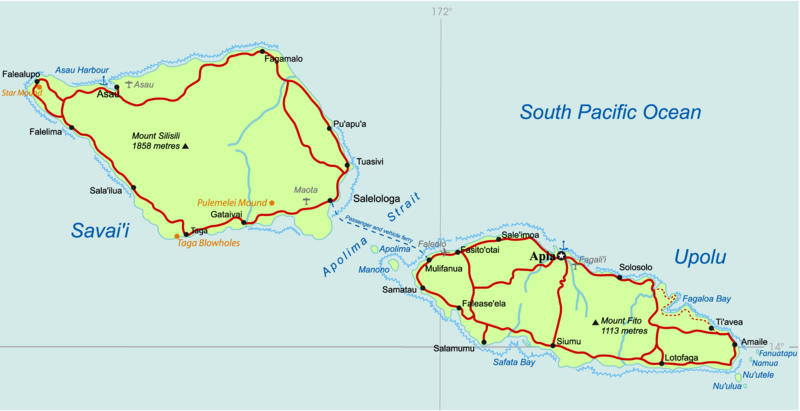
En el centro de la isla Savai'i, se puede ver la presencia del monte Silisili.

El monte  Silisili es el pico más alto de Samoa. Está situado en el centro de la isla de Savai'i y se eleva a una altitud de 1858 metros.
El monte es un lugar de atracción para los visitantes de Samoa, por lo que lo que lo hace un sitio muy frecuentado.
El pico Silisili se ubica geográficamente entre las siguientes coordenadas a saber: 13°35′0″S 172°27′0″O / -13.58333, -172.45000.
- Datos: Q1147814